# Old Age
«Old Age» (с англ. — «Старость») — песня, написанная и сочинённая фронтменом Nirvana Куртом Кобейном, которая позже была переписана и перезаписана группой его жены Кортни Лав Hole, версия которой была выпущена в 1993 году на стороне «Б» сингла «Beautiful Son». Позже перезаписанный вариант был выпущен в 1995 году на обратной стороне сингла «Violet».
Студийная запись песни в исполнении Nirvana была выпущена лишь в 2004 году на сборнике With the Lights Out. Другая версия, записанная группой на бумбокс в 1991 году, была выпущена в 2011 году на юбилейном издании альбома Nevermind.
Несмотря на то, что песня в исполнении обеих групп содержит то же название и мелодию, текст песни версии Hole полностью отличается от оригинальной версии Nirvana.